# Número divisible reverso
En teoría de números, cuando se revierten los dígitos de un número n, a veces produce otro número m que es exactamente divisible entre n. Si esto sucede, entonces se dice que el número n es un número divisible reverso. Eso se cumple de manera trivial si n es un número palindrómico; y se cumple de manera no trivial en la lista de números A008919 de la Enciclopedia electrónica de secuencias de enteros (OEIS), entre los cuales se encuentran el 1089, 2178, 10989, entre otros. 
Para ilustrar esto se puede tomar el número 1089 y multiplicarlo por 9. Entonces, 1089 × 9 = 9801, que es el reverso de 1089, ya que contiene exactamente las mismas cifras que 1089, pero en orden inverso.

## Propiedades
Cada divisor reverso no trivial debe ser necesariamente 1/4 o 1/9 de su reverso.

## Historia
Las propiedades del divisor reverso de los dos primeros de este tipo de números, 1089 y 2178, fueron mencionadas por WW Rouse Ball en su obra Mathematical Recreations. En A Mathematician's Apology, GH Hardy criticó a Rouse Ball por incluir este problema, escribiendo:
"Estos son hechos extraños, muy adecuados para columnas de acertijos y que probablemente divertirán a los aficionados, pero no hay nada en ellos que atraiga a un matemático. Las demostraciones no son ni difíciles ni interesantes: simplemente aburridas. Los teoremas no son serios; y es claro. Esa única razón (aunque quizás no la más importante) es la extrema especialidad tanto de los enunciados como de las pruebas, que no son capaces de ninguna generalización significativa." 